# Eugen Bleuler
Pour les articles homonymes, voir Bleuler.
 (janvier 2020).
Eugen Bleuler, né à Zollikon (canton de Zurich, en Suisse) le 30 avril 1857 et mort dans la même commune le 15 juillet 1939, est un psychiatre suisse. Il est connu pour avoir inventé et introduit dans le vocabulaire psychiatrique les termes de schizophrénie, d'autisme et d'ambivalence.

## Biographie

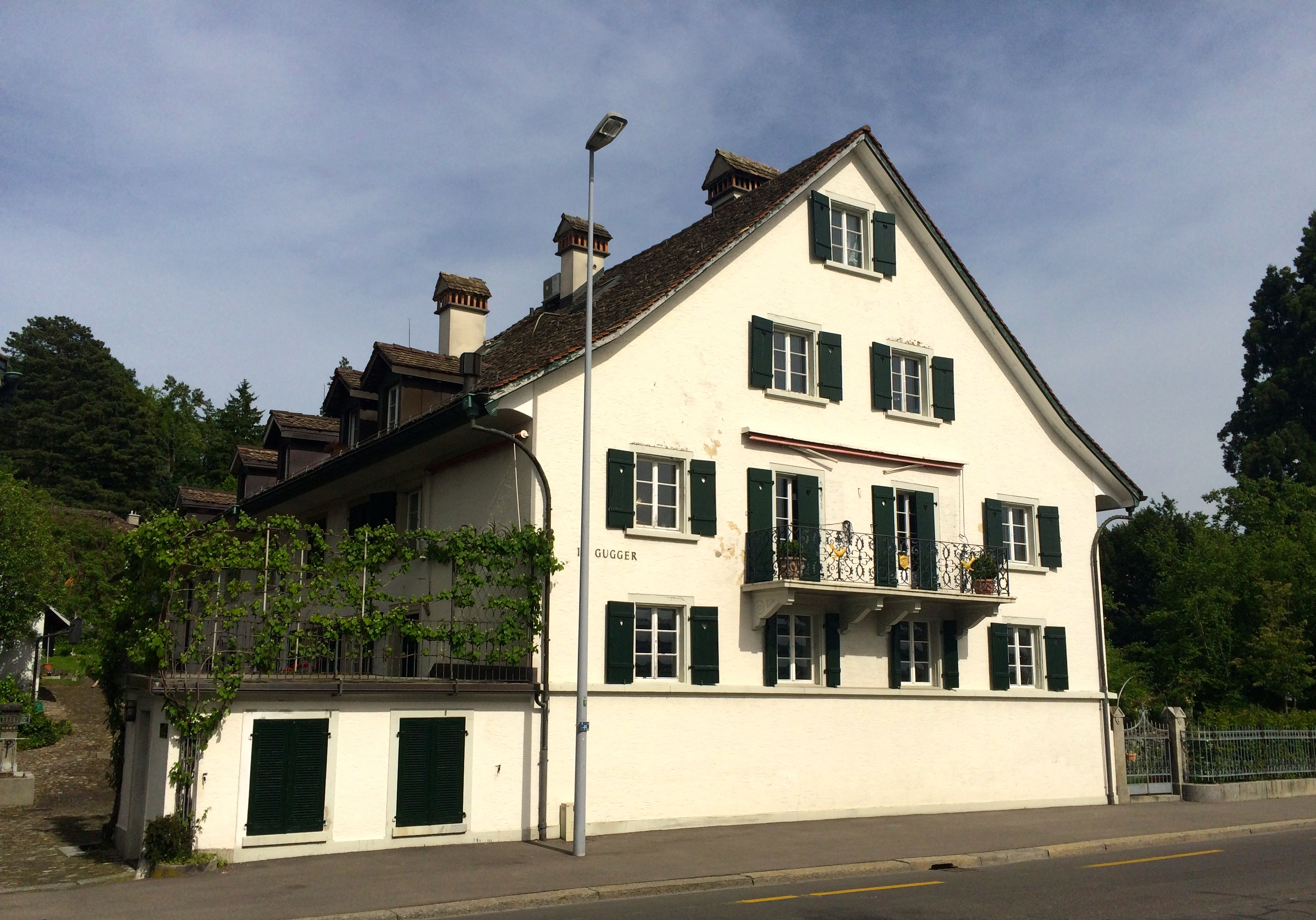
La maison de naissance d'Eugen Bleuler à Zollikon.

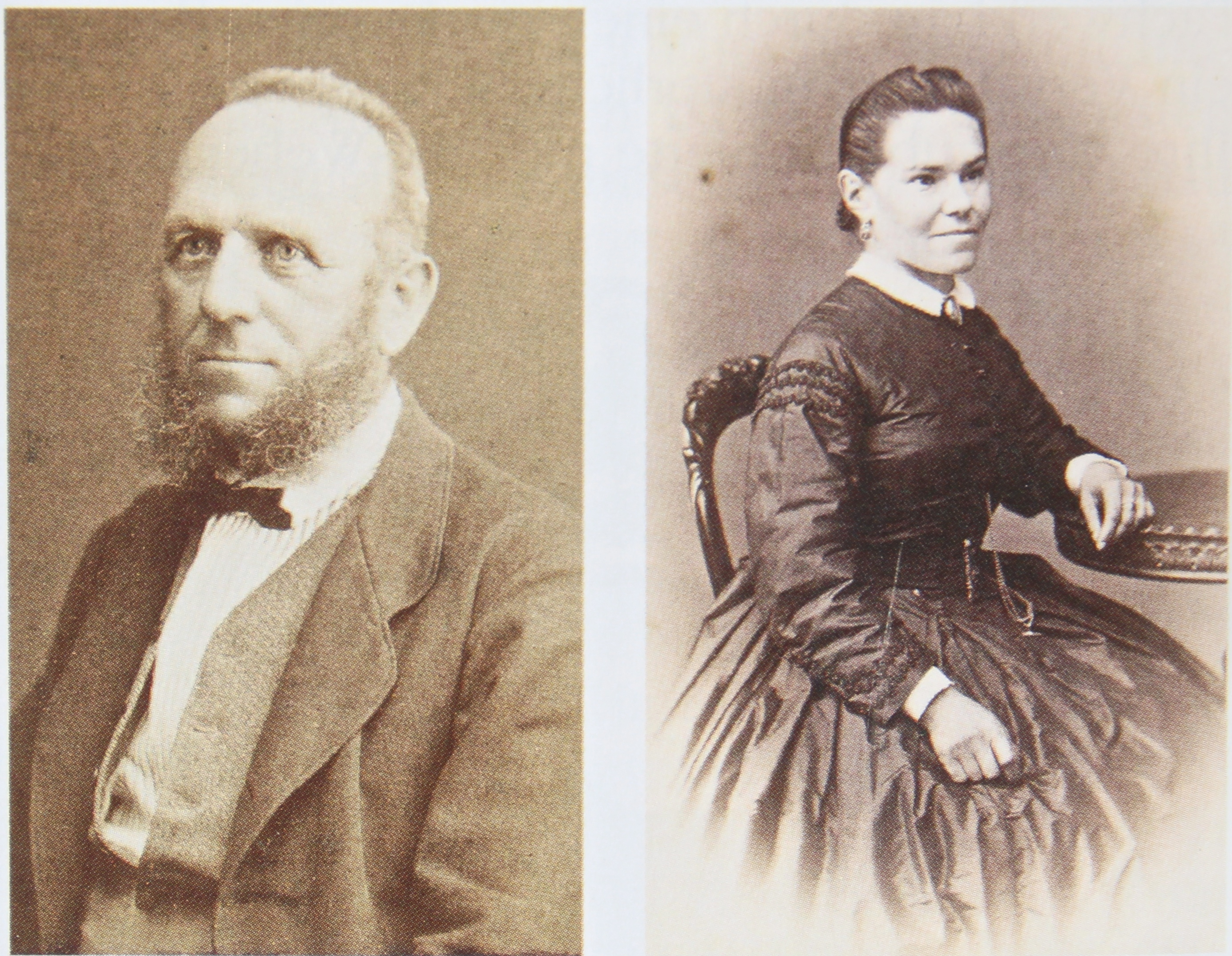
Johann Rudolf et Pauline Bleuler, les parents d'Eugen.

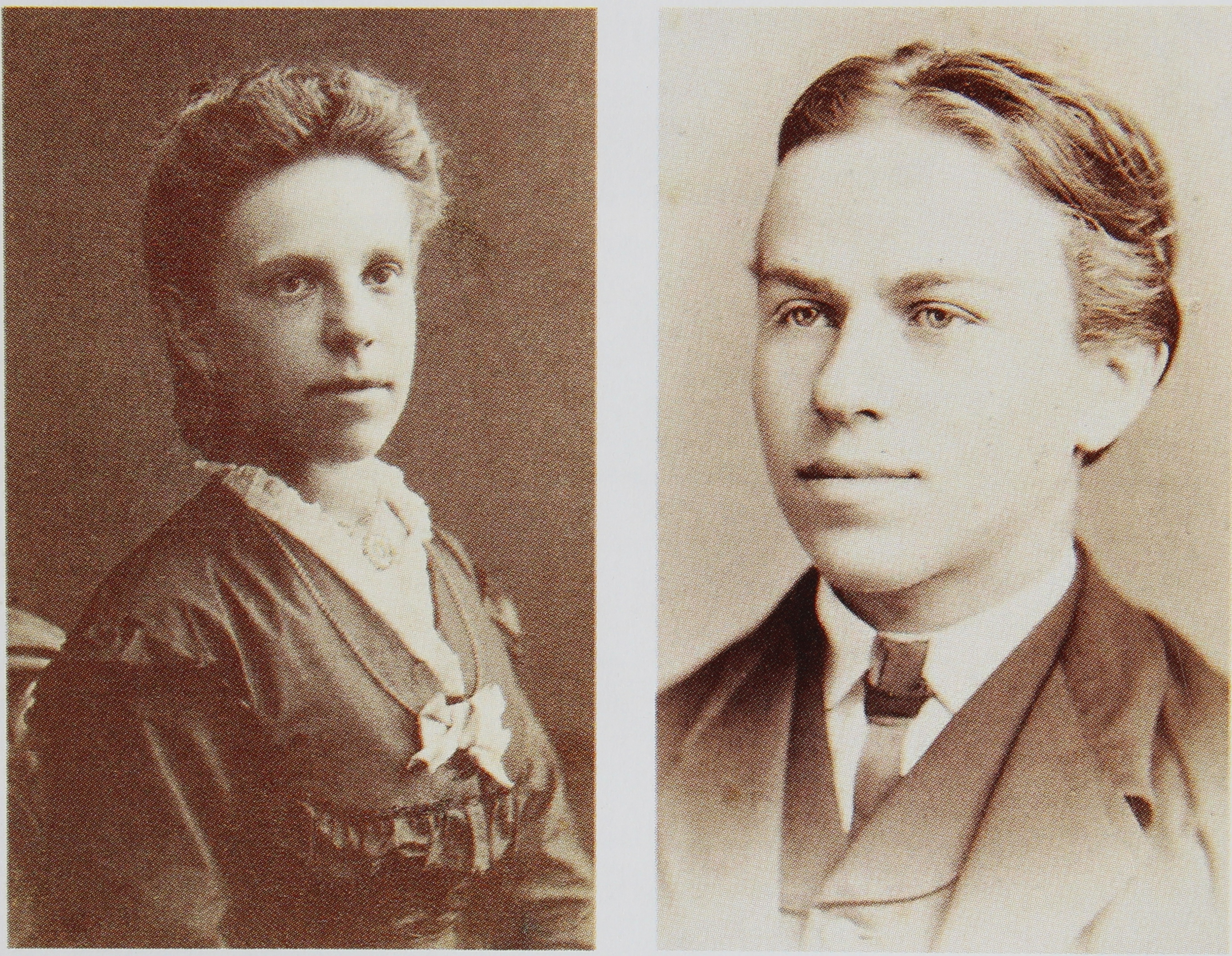
Eugen Bleuler et sa sœur Pauline en 1872.

Eugen Bleuler obtient son doctorat de médecine en 1881. De 1881 à 1883, il est assistant en psychiatrie à Waldau (près de Berne), sous la direction de Wilhelm von Speyr. En 1884, Bleuler voyage en Angleterre et en France ; il suit notamment les cours de Jean-Martin Charcot à la Salpêtrière. Après avoir travaillé comme assistant à Munich, dans le laboratoire de Johann Bernhard Aloys von Gudden, il est engagé comme assistant à la clinique psychiatrique du Burghölzli, en 1885, par Auguste Forel. Il est, au début du XXe siècle adepte de l'eugénisme.
De 1886 à 1898, il dirige une clinique psychiatrique dans l'ancienne Abbaye de Rheinau, près de Zurich. En 1889, il publie Zur Psychologie der Hypnose, livre dans lequel il rend compte des expériences qu'il a faites lorsqu'il a été hypnotisé par von Speyr et Auguste Forel. Succédant à ce dernier, il est directeur de la clinique psychiatrique du Burghölzli de 1898 à 1927, et professeur de psychiatrie à Zurich.
Il a notamment comme assistants Ernst Rüdin (1899), Carl Gustav Jung (1900-1909), Karl Abraham (1904-1907), Ludwig Binswanger (1907-1910). Bleuler sera également le professeur de Hermann Rorschach. Bleuler rencontre Sigmund Freud en 1904 et en 1906 demande à Carl Jung de présenter aux membres du Burghölzli le livre L'interprétation des rêves. Il participe au premier congrès psychanalytique international à Salzbourg, en 1908, et contribue à la création de l'Association psychanalytique internationale en 1910. Il entretient une correspondance épistolaire avec Freud,.
En 1920, il participe à des expériences avec le médium autrichien Rudi Schneider (en) avec Carl Gustav Jung et Albert von Schrenck-Notzing.

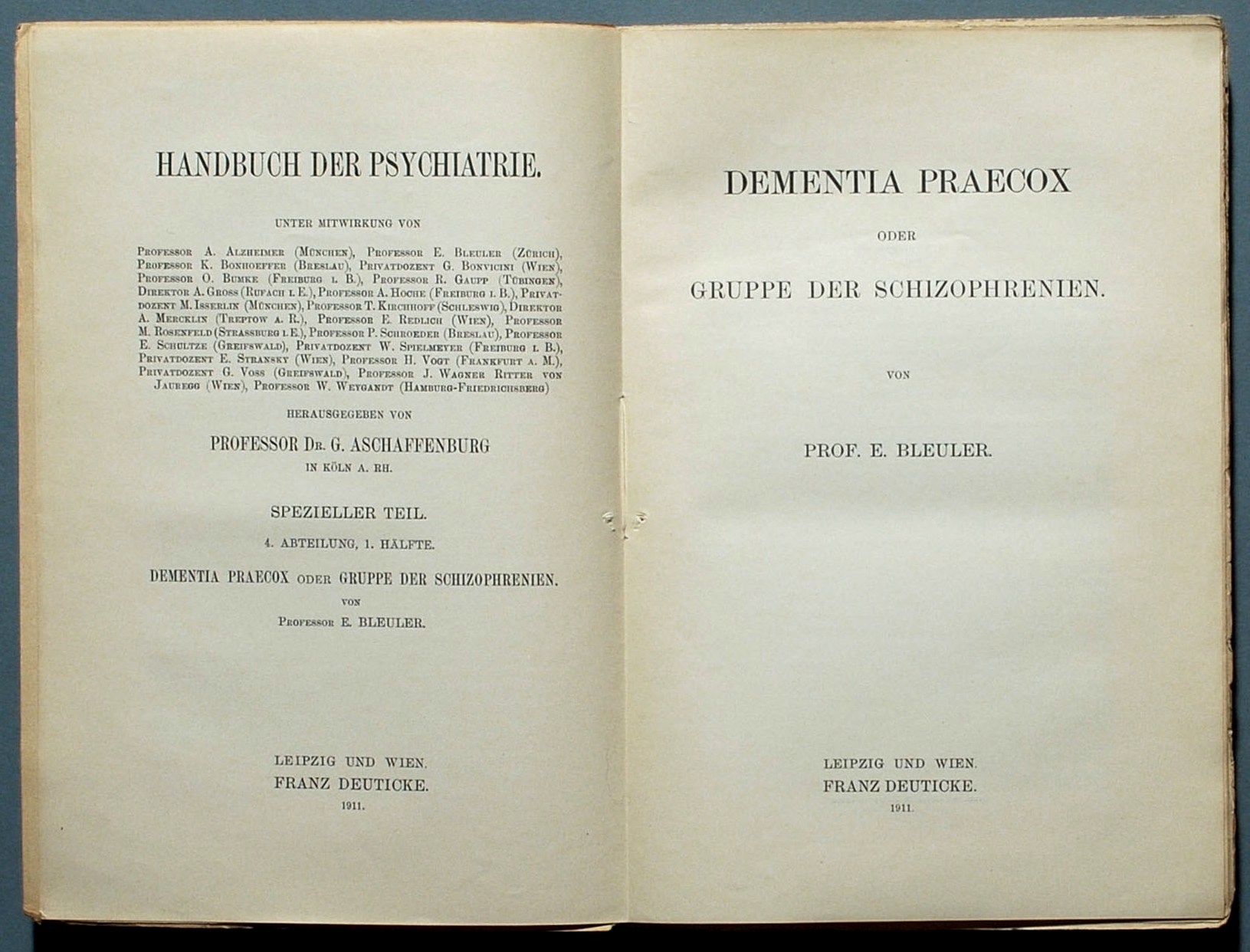
Ouvrage original d'Eugen Bleuler sur la Dementia praecox (1911).

Eugen Bleuler épouse la féministe suisse Hedwig Bleuler-Waser. Le couple a deux enfants, Manfred Bleuler (né en 1903, psychiatre lui aussi et directeur de l’asile du Burghölzli (1942-1969) et Richard Bleuler (1905-1973), agriculteur et agronome.
Mort en 1939, il est inhumé au cimetière de Zollikon.

## Recherches et théories

### Le groupe des schizophrénies
En 1911, dans La démence précoce ou le groupe des schizophrénies, il récuse le terme de démence précoce d'Emil Kraepelin, et le remplace par celui de schizophrénie pour illustrer l’idée d’une fragmentation de l’esprit. Pour Bleuler, les schizophrénies correspondent à un groupe de syndromes cliniques, d’origines différentes mais toujours organiques, où l'affaiblissement intellectuel n'est pas toujours présent mais qui sont réunis par des mécanismes psychopathologiques communs, en particulier une défaillance du mécanisme associatif.
Ce mécanisme permet, selon une théorie partagée avec Freud, d'organiser les émotions issues de l'histoire de vie. Il est décrit comme une "étroitesse de conscience" qui se crée normalement au moment d'agir, pour permettre une fixation des idées en rapport avec le but poursuivi. Dans le groupe des schizophrénies selon Bleuler, l'absence de cet élément régulateur fait que la personne reste en prise avec des émotions diverses coexistant parallèlement. Il décrit sur cette base un morcellement de la personnalité en fragments, en utilisant le terme « spaltung », traduit en français par « clivage », ce qui définit aussi le syndrome dissociatif.

### Signes primaires et signes secondaires
Selon Bleuler, à la base de la schizophrénie se trouve un processus biologique (l'altération basale des fonctions associatives) qui fait émerger les signes primaires de la maladie par-dessus lesquels apparaissent des signes secondaires (réactions psychologiques du sujet face à sa souffrance) qui constituent de véritables stratégies de lutte contre le processus biologique de base. Il écrit « la symptomatologie qui nous saute aux yeux n'est sûrement en partie (et peut être globalement) rien d'autre que l'expression d'une tentative plus ou moins ratée de sortir d'une situation insupportable. ».
Parmi les signes primaires, Bleuler intègre le blocage de la pensée et des signes apparaissant lors des poussées aiguës sans aucune raison externe : états d'obtusion, épisodes d'excitation ou de dépression, prédisposition aux hallucinations, le syndrome catatonique et quelques signes physiques.
Bleuler a montré que la psychanalyse permet de trouver le sens des signes secondaires, symptômes provenant d’une psychogenèse inconsciente. Tous les signes de la sphère instinctivo-affective ci-dessous sont des signes secondaires. Bleuler parlait de charge affective des complexes. Ces signes secondaires s’opposent donc aux signes primaires qui, résultant d'un processus biologique, ne peuvent pas être interprétés. Ceci constitue une réelle introduction à la psychopathologie, à la compréhension des signes et de leur sens.

### L'autisme de Bleuler
Il distingue dans ces symptômes secondaires trois « stratégies » de confrontation avec la réalité (collective, extérieure, unitaire, commune).
- Perdre le contact avec elle ou remettre en cause son existence. Le monde onirique est considéré comme plus réel, ce monde tangible n'étant plus qu'apparence. C'est ce qu'il appelle l'autisme.
- La reconstruire. (Il parle de psychoses hallucinatoires de désir.)
- La fuir. (Comportement de désocialisation ou de plainte somatique (hypocondrie.)

Bleuler précise que pour le « schizophrène autiste », le « défaut de rapport affectif » ne correspond pas à une « perte de la fonction du réel », mais du maintien d'un monde à soi, d'où le terme autisme du grec auto, soi-même. Cet autisme est analogue à ce que Freud appelle l'auto-érotisme et n'a pas été retenu dans les nominations psychiatriques. Le sens retenu pour autisme est celui de Léo Kanner, à peu de chose près.

### La pensée autistique
Parallèlement à la conception de l'autisme comme symptôme de la schizophrénie, il crée la notion de pensée autistique qu'il désigne comme « normale », la version pathologique n'étant que son exagération. Par définition, il s'agit d'une pensée déconnectée de la réalité trouvant son origine dans les émotions et permettant l'existence de l’imaginaire chez tout être-humain. Elle est à l’œuvre dans le rêve et la fiction. Elle s'oppose à la pensée réaliste qui se soumet aux exigences de la vie pratique et permet l'adaptation à l'environnement.

### L'ambivalence
En 1910, il utilise cette terminologie pour caractériser un aspect de l'état psychique des schizophrènes « qui, à la même idée, réveille deux émotions opposées et à la même pensée, deux pensées de force opposée ».

## Publications
- Zur Psychologie der Hypnose, 1889
- Dementia praecox oder Gruppe der Schizophrenien (1911), (rééd. Dementia praecox ou Groupe des schizophrénies, GREC/EPEL, 2001, coll. « École lacanienne de psychanalyse »,  (ISBN 2908855119))
- Lehrbuch der Psychiatrie, 1916 .

Traductions en français
- Affectivité, suggestibilité, paranoïa, 1906
- La découverte de l'autisme, 1912
- Histoire naturelle de l'âme, 1920
- Les problèmes de la schizoïdie et de la syntonie, trad. P. von Massow in L'Information psychiatrique, vol.  87, no 1, janvier 2011 p. 37-51.
- La schizophrénie en débat, avec Henri Claude, Paris, L'Harmattan,  (ISBN 2-7475-1258-4)
- Sigmund Freud-Eugen Bleuler, Lettres 1904-1937, Paris, Gallimard, coll. « Connaissance de l'inconscient », Michael Schröter (éd.), Dorian Astor (trad.), 2016  (ISBN 2070101312).
- Dementia Praecox ou Groupe des schizophrénies, trad. A. Viallard, EPEL Éditions, 1993  (ISBN 2908855119)